# Qatar TotalEnergies Open 2025
Qatar TotalEnergies Open 2025 — тенісний турнір, що проходив на кортах з твердим покриттям у місті Доха, Катар з 10 лютого. Належав до категорії WTA 1000.

## Фінальна частина

### Одиночний розряд
Аманда Анісімова —  Олена Остапенко 6–4, 6–3

### Парний розряд
Сара Еррані /  Жасмін Паоліні —  Цзян Сіньюй /  У Фансьєнь 7–5, 7–6(12–10)